# Sarah Brightman
Sarah Brightman (Berkhamsted, Hertfordshire, 14 de agosto de 1960) é uma atriz e cantora soprano inglesa.
Vendeu mais de 30 milhões de álbuns e mais de 2 milhões de DVDs, tendo conquistado 160 discos de Ouro e Platina em 34 países. A trilha sonora do musical O Fantasma da Ópera, interpretado por Sarah, vendeu mais de 40 milhões de cópias se tornando um dos álbuns mais vendidos de todos os tempos, sendo o mais vendido do seu gênero musical. Foi a fonte de inspiração para Andrew Lloyd Webber, com quem foi casada de 1984 a 1990, criar o papel de Christine Daaé para o musical The Phantom of the Opera. Possui a habilidade de cantar em várias línguas incluindo inglês, espanhol, francês, latim, alemão, italiano, russo, hindi e mandarim.

## Biografia

### Primeiros anos
Sarah nasceu no dia 14 de Agosto de 1960, na Inglaterra em Berkhampstead, que fica perto de Londres. Filha de Greenville Brightman e Paula Hall é a mais velha de seis irmãos: Nichola, Claudia, Jay, Joel e Amelia. Desde pequena sempre gostou das artes, e aos 3 anos começou a fazer aulas de ballet na Elmhurst Ballet School, e fazendo artes na Arts Educational School. Sendo reprovada no teste de ballet, Sarah foi para a música, e começou suas aulas de canto aos 14 anos no Royal College of Music. Aos doze anos apareceu pela primeira vez em uma peça, dirigida por John Schlesinger, e aos treze fez seu "debut" em musicais, no infantil "I and Albert", no Piccadilly Theatre, em Londres. Aos 18 anos, Sarah entrou no grupo de música e dança "Hot Gossip" e ficou nas paradas do sucesso com a música "I Lost my Heart to a Starship Trooper", sendo considerada um símbolo sexual da Inglaterra. Com todo o sucesso, o nome do grupo mudou para "Sarah Brightman & Hot Gossip". No mesmo ano se casou pela primeira vez, com o produtor da banda "Tangerine Dream" o empresário Andrew Graham-Stewart, mas o casamento não durou muito tempo. Sarah logo saiu do "Hot Gossip", pois necessitava fazer uma carreira mais concreta, porque sabia que o sucesso repentino não duraria muito tempo.
Em 1979, Sarah fez testes para a versão original do musical "Cats" e atuou no papel de "Jemima", uma gata. Nos testes do musical, Sarah conheceu o compositor do mesmo, Andrew Lloyd Webber. Sarah não ficou muito tempo no musical e logo saiu. Separada do primeiro casamento, Sarah se casou com Andrew no dia 22 de Maio de 1984, no dia do aniversário dele. Daí para a frente, ela virou a musa e inspiração para vários musicais de Andrew, sendo assim, ele fez vários musicais para ela, com seu alcance vocal, onde Sarah sempre era a protagonista. Em 1985, Andrew fez uma composição da Requiem Mass em homenagem a seu Pai, que falecera há pouco tempo. O Requiem também foi feito para o alcance vocal de Sarah, e ela cantou juntamente com o tenor espanhol Placido Domingo e o coralista Paul Miles-Kingstom sob a regência do maestro Lorin Maazel. A música principal da Requiem Mass é o "Pie Jesu", e com essa música Sarah foi indicada ao Grammy de Cantora Clássica Revelação, mas não levou o prêmio. Em seguida, Sarah atuou no musical "Song & Dance", também de Andrew, e participou de uma montagem da opereta "A Viúva Alegre" (The Merry Widow), no papel de Valencienne.
Em 1986, Sarah conquistou um dos maiores sucessos de sua carreira, com o musical "O Fantasma da Ópera", atualmente o melhor trabalho de Andrew Lloyd Webber, atuando no papel principal da cantora e bailarina Christine Dáae. O musical estreou em Londres no Her Majesty's Theatre com Sarah no papel de Christine, Michael Crawford como o Fantasma e Steve Barton como Raoul. Em 1987 o musical foi para a Broadway, nos Estados Unidos e teve uma repercussão ainda melhor que em Londres. Sarah ficou apenas alguns meses no musical na Broadway e saiu, mas não perdendo o reconhecimento e sendo lembrada até os dias atuais pela sua atuação no Fantasma da Ópera. Ainda em 1987 Sarah atuou em mais musicais de Andrew, Aspects of Love, no papel principal de "Rose", "Carrousel", no papel de "Carrie", e gravou a música tema do desenho animado "Grandpa". Em 1988, Sarah gravou o primeiro CD solo, "The Trees they Grow so High", um CD muito simples de música folk com arranjos de Benjamin Britten, acompanhadas apenas pelo piano de Geoffrey Parsons.
Em 1989, Sarah lançou seu segundo CD solo, "The Songs that got Away", um CD com músicas que foram, originalmente, compostas para musicais mas nunca entraram neles e também músicas pouco conhecidas de artistas como Stephen Soundheim, Irving Berlin, Leonard Bernstein, Noel Coward, Andrew Lloyd Webber, e Puccini. Este CD foi produzido por Andrew.

### Anos 1990 - ascensão
Em 1990, Sarah lançou seu terceiro CD Solo, "As I Came of Age", que foi um trabalho bem diferente dos outros dois discos, pois era um álbum pop produzido por Val Garay e possuía apenas duas músicas de Andrew Lloyd Webber, "Love Changes Everything" que era muito conhecida por "Aspects of Love" e "Good Morning Starshine" do musical "Hair".
Ainda em 1990, Sarah se divorcia de seu segundo marido, Andrew Lloyd Webber, pois acreditava que o trabalho musical que queria fazer era diferente do trabalho de Andrew, mas os dois continuam grandes amigos até hoje, sendo que Sarah continuou cantando as músicas dele. Em 1992, Sarah fez outro grande sucesso, que faria ela ser conhecida por todo o Mundo, cantando na Abertura dos Jogos Olímpicos de Barcelona para mais de 2 milhões de telespectadores, com a música "Amigos para Siempre", um dueto com o tenor Josep Carreras. Esta música também foi composta por Andrew, mas não seria Sarah quem cantaria e sim a cantora Gloria Estefan, mas ela dizia que não tinha timbre para cantar essa música e então foi substituída por Sarah. Ainda em 1992, Sarah lançou outro álbum produzido por Andrew, "Sarah Brightman Sings the Music of Andrew Lloyd", onde ela canta músicas de vários musicais de Andrew adaptadas para a sua voz. O CD ficou famoso e Sarah cantou as músicas dele por vários lugares como a América do Norte, Europa e Ásia.
Em 1992, Sarah sofre um grande trauma em sua vida, quando seu Pai, Greenville Brightman se suicida, pois sofria de uma forte depressão que o levou a cometer o mesmo. Nas entrevistas, Sarah sempre pede para não falar sobre esse assunto, mas diz que sente muitas saudades do pai.
Sarah viu que precisava criar sua própria carreira, sendo independente de Andrew Lloyd Webber, por isso, saiu de Londres, na Inglaterra e foi morar em Los Angeles, nos Estados Unidos, deixando a carreira nos musicais para criar seu próprio trabalho. Ela ficou muito tempo estudando Canto e técnicas vocais para melhorar sua voz.
em 1993 começou a trabalhar com o compositor e produtor, Frank Peterson, que já havia feito grandes trabalhos com a banda Enigma e a cantora Enya, Frank sempre foi famoso por misturar o estilo clássico com estilos contemporâneos, como o Rock e o Pop, e era isso que Sarah sempre quis fazer, então, Frank se tornou seu produtor e com o passar do tempo, os dois começaram a namorar. Em 1993, ainda, Sarah lança seu primeiro álbum produzido por Frank, "Dive", um CD temático com canções que lembram o mar e as águas, este CD é bastante Pop e suas principais músicas são "Captain Nemo" e "Once in a Lifetime". "Dive" ganhou um disco de Platina no Canadá.
Em 1995, Sarah lança uma coletânea de Andrew, "Surrender", onde estão músicas de vários musicais que Sarah participou. Ainda neste ano, Sarah lança seu segundo disco produzido por Frank Peterson, "Fly", um CD Pop com música clássica que fez muito sucesso na Europa e nele contém a música "A Question of Honour" que Sarah cantou na última luta do famoso boxeador americano Henri Maske. O CD possui duetos com Chris Thompson e Tom Jones.
Em 1997, Sarah lança o maior sucesso de sua carreira até os dias atuais que fez ela ser reconhecida por todo o mundo e ser tão famosa como é, a música "Time To Say Goodbye (Con te Partirò)", dueto com o tenor italiano Andrea Bocelli. O Single da música vendeu mais de 12 milhões de cópias. Neste mesmo ano, Sarah lança mais um disco, "Timeless", mas que na América foi lançado com o nome "Time To Say Goodbye", este álbum contém o dueto com Andrea Bocelli, ganhou 20 discos de ouro e platina no mundo todo. "Timeless" é um CD bem clássico com algumas passagens Pop, possui regravações de músicas de vários artistas, compositores e bandas como Queen (Who Wants to live Forever), Giacomo Puccini" O Mio Babbino Caro e Gipsy King (Tu Quieres Volver). As músicas são acompanhadas pela Orquestra Sinfônica de Londres. Sarah fez uma pequena turnê do CD que se chama "A Timeless Evening with Sarah Brightman" que passou pela Inglaterra e Alemanha e seu concerto foi gravado no DVD "Sarah Brightman In Concert - Live at the Royal Albert Hall".
Em 1998, Sarah participou de um concerto de Natal em Viena, na Áustria cantando com Plácido Domingo, Helmut Lotti e Riccardo Cocciante. Neste concerto, Sarah canta vários duetos com os artistas e uma música solo, "First of May", do Bee Gees. O concerto foi gravado em CD, DVD e VHS, e se chama "A Gala Christmas In Vienna". Sarah também participou do show em comemoração dos 50 anos de Andrew Lloyd Webber em Londres, no Royal Albert Hall com outros grandes nomes internacionais da música e do cinema como Elaine Paige, Bonnie Tyler, Dame Kiri te Kanawa, Antonio Banderas, Glenn Close e Michael Ball. Sarah canta as músicas: "Hosanna" e "Pie Jesu" do Requiem e "The Phantom of the Opera" (Dueto com Antonio Banderas), "All I Ask of You" (Dueto com Michael Ball) e "The Music of the Night" do Fantasma da Ópera.
Ainda em 1998, Sarah lança mais um disco, "Eden", produzido por Frank Peterson. Neste disco, Sarah mergulha na mistura da música clássica com o Pop e canta várias árias clássicas como "Lascia Ch'io Pianga", de Haendel e "Nessun Dorma" de Puccini. Outros grandes sucessos também estão inclusos no disco como as músicas "Dust In The Wind" do grupo Kansas, "Il Mio Cuore Va", em versão italiana de "My Heart Will Go On" de Céline Dion, tema do filme "Titanic") e "Nella Fantasia" (Ennio Morricone). O CD "Eden" teve a sua turnê, "One Night in Eden Tour" que passou pela África do Sul, E.U.A, Europa e Ásia e o show foi gravado no DVD "One Night In Eden - Live in Concert". Foi o seu primeiro espetáculo com proporções maiores de palco e efeitos visuais. Contava com seis bailarinos, uma banda, e com a participação especial da Orquestra Nacional Inglesa. Também foi o primeiro show em que Sarah "voou" no palco suspensa por cabos, efeito esse que usaria exaustivamente em suas futuras produções. O DVD com a gravação do concerto em Sun City na África do Sul carrega o nome da turnê e pode ser facilmente encontrado em lojas nacionais 'One Night In Eden Tour' passou pela África do Sul, Estados Unidos, Europa, Ásia e Austrália.

### 2000-2010: La Luna e sucessos
Em 2000, Sarah lança o CD "La Luna" onde ela escolheu canções de desenho sobre influências pop, jazz vintage, e ópera, em homenagens a Dvořák ,Beethoven e Billie Holiday. "La Luna" é um álbum bem místico e traz um lado bem divino, com grande dramaticidade. Neste álbum, Sarah canta grandes sucessos como "A Whiter Shade of Pale", "Scarborough Fair" e uma "Hidden Track" que pode ser ouvida minutos após a última faixa do álbum, a música "La Luna", esta faixa perdida é a bela canção "Moon River", eternizada na voz de Audrey Hepburn no filme "Bonequinha de Luxo". "La Luna" também chegou ao número 1 no US Billboard Top Albums Internet e alcançou a posição n# 17, com 900 000 cópias vendidas nos Estados Unidos alcançando ouro. Em 2000, Sarah vendeu mais discos do que Elton John e os Rolling Stones, tornando-se o mais vendido dos Estados Unidos. Em 2000, começa a "La Luna World Tour" e é gravado pela PBS o especial "La Luna - Live In Concert", virando este o registro oficial da turnê. A turnê mundial contava com a participação especial de Josh Groban que na época ainda não era conhecido do público. No final de 2001, a revista Billboard elegeu Sarah como o mais importante artista classical crossover do Reino Unido. Durante os shows da "La Luna World Tour", era vendido um álbum que se chamava "Fly II" que continha vários remixes de músicas lançadas por Sarah como "How Can heaven love me" e "Once In a lifetime" além de gravações nunca lançadas por Sarah como "In the Nile" e "The Desert Rose" e um remix da música "I Lost my Heart to a Starship Trooper" para o filme "Starship Troopers". O álbum Fly II foi uma edição limitada vendida em shows e hoje tornou-se um artigo caro de colecionador, seu disco mais difícil de encontrar para comprar. Ainda em 2000, Sarah se aventurou pela primeira vez no cinema atuando, quando ela fazia parte do elenco do filme alemão "Zeit der Erkenntnis", baseado em livro de Rosamunde Pilcher. Também em 2000, foi lançada uma coletânea de Sarah produzida por Frank Peterson, o CD "The Very Best of 1990 - 2000" com as melhores músicas de Sarah desde que começou a trabalhar com Frank até o ano 2000 como "Time to Say Goodbye", "A Whiter Shade of Pale" e "Deliver Me".
Em 2001, Sarah lança o CD "Classics", uma antologia incluindo destaques de três dos lançamentos no topo das paradas de Brightman, juntamente com sete novas faixas. foi lançado em todo o mundo, exceto a Europa. Nos EUA o álbum alcançou a posição #66 de 200 paradas do Billboard e foi prontamente disco de ouro. Ele chegou ao número #2 nas paradas da Billboard Classical Crossover. Em 2000 e 2001, Sarah ficou entre os 10 melhores artistas britânicos mais populares nos EUA, com vendas de shows arrecadando 720 000,00 dólares de 34 shows em 2000 e mais de 5 milhões de dólares dos 21 shows em 2001.
Em 2002, foi lançado um álbum chamado "Encore" com o nome de Sarah, mas como muitos pensam, este CD não foi lançado por ela, mas sim pela Really Usefull Group, a produtora de Andrew Lloyd Webber. O CD é mais uma coletânea com músicas de Andrew cantadas por Sarah e 4 gravações antigas nunca lançadas.
Em 2003, Sarah lança o CD "Harem", que mistura música árabe com ritmos Pop e teve grande repercussão no Oriente Médio. Sarah fez uma grande divulgação deste álbum, divulgando-o pelo mundo todo, incluindo o Brasil, onde fez uma sessão de autógrafos na FNAC em São Paulo e se apresentou em programas de TV como o Hebe Camargo e Jô Soares. No mesmo ano foi lançado o DVD "A Desert Fantasy" que contém os videoclipes do disco Harem, gravados no Egito e Marrocos.
Em 2004, Sarah concebe sua maior turnê até os dias atuais, "Harem World Tour", que passou pela América do Norte, Europa e Ásia. O Concerto era  visualmente bastante colorido e cheio de segmentos. Ganhou o prêmio de inovação tecnológica de shows em função de seu sofisticado controle de iluminação digital. O espetáculo foi registrado no DVD "Harem World Tour - Live from Las Vegas", dirigido por David Mallet e gravado na arena do luxuoso hotel MGM Grand Las Vegas. A arrecadação da turnê foi de 60 milhões de dólares e mais de 800 mil ingressos vendidos. Neste ano, Sarah termina seu namoro com Frank Peterson, mas mantendo a amizade. O último álbum produzido por ele viria ser "Symphony" em 2008.
Nos shows da Harem World Tour, era vendido um álbum que se chamava "Harem Tour - Limited Edition" que continha várias gravações nunca lançadas por Sarah ou que deveriam entrar em algum álbum mas acabou não acontecendo, como foi o que aconteceu com as músicas "Watermark" (que seria para o CD Timeless) e "Forbidden Colors" (que seria para o CD La Luna). Neste disco há também participações especiais em CDs de outros artistas, como "Gregorian", cantando as músicas "Voyage, Voyage", "Join Me" e "Don't Give Up", e "Schiller" cantando a música "The Smile". Este CD é um dos mais difíceis de se encontrar para vender, pois era vendido em edição limitada.
Em 2005 foi lançada mais uma coletânea de Andrew Lloyd Webber com músicas cantadas por Sarah, o álbum "Love Changes Everything - The Andrew Lloyd Webber Collection Volume 2" que era uma continuação da coletânea "The Andrew Lloyd Webber Collection Volume 1", lançada em 1997.
A partir de 2005, Sarah havia anunciado que estava trabalhando em um novo projeto, algo diferente de tudo o que já havia feito, e desde então começou a fazer várias gravações aleatórias com vários artistas, como os tenores italianos Alessandro Safina e Andrea Bocelli, o contratenor argentino Fernando Lima e o vocalista da banda Kiss o americano Paul Stanley. Sarah anunciou que seria um CD gótico com uma temática mais sombria.

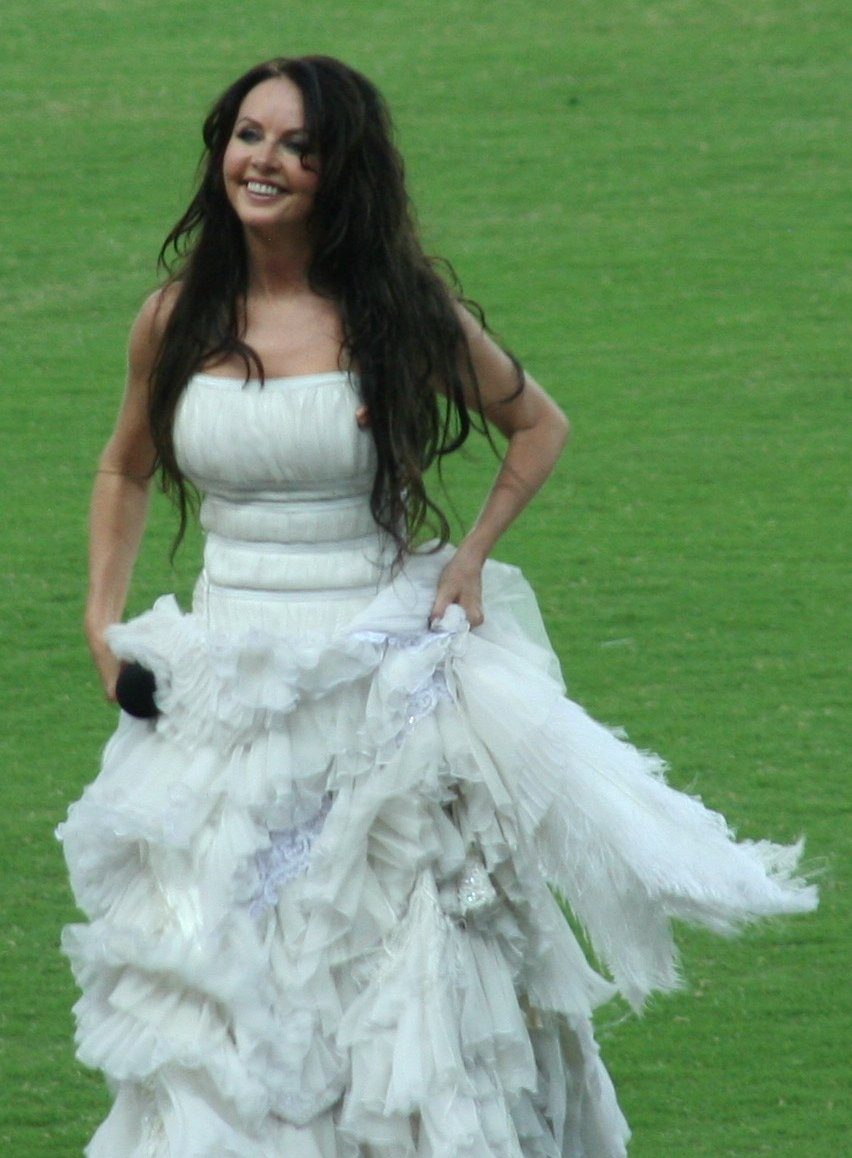
Sarah Brightman na cerimonia de abertura do World Athletics Championships em Osaka.

Em 2006, Sarah lança o álbum "DIVA - The Songs Collection" que é uma reunião dos maiores Hits de Sarah como "Pie Jesu", "Phantom of the Opera" e "Time to say Goodbye". Acompanhava o CD, o DVD "DIVA - The Video Collection" que traz os melhores videoclipes de Sarah como "Phantom of the Opera", "Time to say Goodbye" e "Harem". No DVD continha uma entrevista antes de cada clipe, contando curiosidades de como foram as gravações.
Em 2007, Sarah ganhou o "Bambi Awards" onde cantou "Time To Say Goodbye" com Andrea Bocelli. Participou do "Classical Brit Awards" de 2007 e cantou na abertura da cerimônia da IAAF Green Project com a música "Running" em Osaka, no Japão. Gravou juntamente com o cantor Chris Thompson o tema do 10º filme da série Pokémon, a música "I Will be with You (Where the lost ones go)" da cantora Sissel.
Em 2007, estava participando das gravações de um filme de terror-musical, produzido pelo mesmo diretor de "Jogos Mortais", o filme se chama "REPO! The Genetic of the Opera" que conta a história do mundo no ano de 2056, onde uma terrível epidemia de falência de órgãos começa a destruir a humanidade que havia acabado com toda a natureza em favor do progresso. Em meio a isso, surge a "GeneCo", uma empresa que financiava órgãos para as pessoas doentes, mas aqueles que não pagavam suas dívidas em dia eram assassinados pelos "Repo Men", que eram assassinos que arrancavam os órgãos dessas pessoas e os levavam de volta para a GeneCo. Sarah Brightman atua no filme no papel da cantora e "garota-propaganda" da GeneCo, Blind Mag.
Em 10 de setembro de 2008, Sua Alteza Real o Príncipe de Gales, destacou a necessidade urgente de ação para deter o desmatamento tropical. O príncipe convidou Sarah para cantar no evento que organizou na Mansion House, para envolver a comunidade financeira na tarefa de encontrar uma solução para o problema de fazer as florestas valerem mais vivas do que mortas. A música executada era Nella Fantasia (usada na trilha sonora do filme "The Mission" e letrada por Sarah com autorização de Ennio Morricone quase uma década atrás.), o príncipe declarou a música, um hino às florestas tropicais.
Em 16 de janeiro de 2008, Sarah grava na Catedral de Santo Estêvão em Viena, um especial para PBS somente para convidados, intitulado "Sarah Brightman - Symphony Live in Vienna". Executando canções de seu novo álbum que ainda não havia sido lançado. Os convidados especiais que cantaram duetos com Sarah incluem tenor italiano Alessandro Safina , contratenor argentino Fernando Lima, e o cantor britânico Chris Thompson. Infelizmente esse é o único registro de show em DVD da era "Symphony".
Em 29 de janeiro de 2008, Sarah lançou seu primeiro álbum em cinco anos: Symphony, influenciado pelo clima gótico e sombrio. Nos Estados Unidos, tornou-se o álbum mais bem sucedido de Brightman e também seu maior álbum classificado no "Top 200 Albums" da Billboard. Foi também um álbum número #1 em duas outras paradas da Billboard, "Top Internet Albums" e "Top Classical Crossover Álbuns". Nos Estados Unidos, o álbum vendeu 32.033 cópias na primeira semana, de acordo com a Nielsen Soundscan. O álbum foi multi-platina na China, Taiwan, Canadá, México, Japão e Polônia, e um top 20 em toda a Europa. Com músicas misturando o clássico com o Rock 'n' Roll. os grandes destaques do disco são "Fleurs du Mal" e "Running". O CD possui vários duetos: "Canto Della Terra" com Andrea Bocelli, "I Will be with You" com Com Paul Stanley, "Sarai Qui (There'll be)" com Alessandro Safina e "Pasiòn" com Fernando Lima (tema da novela mexicana "Pasión").
No dia 25 de Maio de 2008, foi convidada de honra pelo governo americano e cantou "Pie Jesu" e "There You'll be", no United States Memorial Day, concerto realizado no gramado oeste do Capitólio dos Estados Unidos, em Washington DC. O concerto foi transmitido ao vivo pela PBS, bem como para as tropas americanas que servem ao redor do mundo no American Forces Radio and Television Network. Foi um espetáculo solene e triste, durante a apresentação de Sarah foram mostradas imagens de soldados que morreram na guerra e imagens ao vivo de suas famílias em frente ao palco emocionadas. Eram projetados num domo sob Sarah e a orquestra, o nome de todos os soldados americanos mortos em combate.
Em 2008, participou do "Classical Brit Awards" de 2008, no Royal Albert Hall em Londres, e cantou as músicas: "Canto Della Terra" com Andrea Bocelli e "Pie Jesu".
Em Agosto de 2008, faz outro grande sucesso no mundo todo cantando novamente na abertura de uma Olimpíada, mas desta vez, em Pequim na China, cantando a música "You and Me" que é um dueto com o cantor chinês "Liu Huan". Sarah foi assistida na abertura dessa olimpíada por mais de 4 bilhões de pessoas, conquistando a admiração de muitas pessoas em todo o mundo.
Em 8 de agosto de 2008, pela segunda é responsável por dar corpo a um tema olímpico e cantar a música tema dos Jogos Olímpicos de Pequim, "You and me", com a estrela chinesa Liu Huan. Ambas cantaram tanto em mandarim quanto em inglês. O desempenho foi transmitido para mais de cinco bilhões de telespectadores. Nas 26 horas após a performance, "You and Me" na abertura das Olimpíadas, o vídeo foi baixado 5,7 milhões de vezes.
Em 4 de novembro de 2008, lançou seu primeiro álbum de Natal, intitulado "A Winter Symphony", que fez um grande sucesso, por consequência das Olimpíadas de Pequim, onde ela ficou ainda mais conhecida por todo o Mundo. O disco traz canções natalinas bem tradicionais como "Amazing Grace", "When a Child is Born" e "Jesu, Joy of Man's Desiring". Há dois duetos no álbum: um dueto com o tenor grego Mario Frangoulis, cantando a música "Carpe Diem" e outro com o contratenor argentino Fernando Lima, cantando uma versão diferente e em espanhol da música "Ave Maria". Há também um DVD do "A Winter Symphony" com um Making of do CD, falando das gravações, fotos, da sua experiência nas Olimpíadas de Pequim e a preparação para a "Symphony World Tour" tudo isso em entrevista com Sarah. Há também uma galeria com várias fotos e uma apresentação de 4 músicas do álbum Symphony durante o "Fashion On Ice", numa pista de gelo, essas músicas foram: "Fleurs Du Mal", "Symphony", "Let It Rain" e "Running", o álbum estreou no número #38 na Billboard Top 200 e marcou um número seis no Top Albums de Natal, sendo a primeira entrada para Brightman nesta tabela. Para acompanhar "Symphony" e "A Winter Symphony", Brightman embarcou em uma turnê no Outono de 2008, "The Symphony World Tour" apresentou a nova tecnologia e inovadora, com cenários virtuais e holográficos que nunca tinha sido visto antes em qualquer produção concerto em turnê.
Sarah começa a Symphony World Tour, que passou pelo México, Estados Unidos e Canadá no fim de 2008, e no Japão, China, Taiwan, Indonésia e Malásia no começo de 2009. A turnê trouxe grandes sucessos de Sarah além de contar com uma tecnologia holográfica que faziam do concerto uma experiência mágica e inesquecível com Sarah. A turnê teve a participação de Alessandro Safina no México e na Ásia, Mario Frangoullis nos E.U.A e Canadá, Fernando Lima no México, E.U.A e Canadá e Liu Huan na Ásia. Não houve nenhum registro em vídeo dessa turnê.
Em 2009, começou a participar de filmagens para o seu primeiro filme não-musical, "Cosi - The First Night", uma comédia romântica baseada na Ópera "Cosi Fan Tutte" de Mozart. Sarah interpreta o papel de "Celia", uma maestrina. O filme foi lançado em Fevereiro de 2011 no Festival Glascow.
Em Outubro de 2009, montou uma pequena turnê pela América do Sul e México, que se chamou "In Concert South America Tour", cantando os maiores sucessos da sua carreira especialmente para esses países que nunca receberam nenhuma de suas turnês. O concerto era simples, composto por uma banda, uma orquestra clássica e um coro, tudo isso iluminado por um preciso jogo de luzes. Esta turnê foi formatada para os fãs da América do Sul que nunca receberam uma turnê de Sarah. Poderia se dizer que este show teve um dos melhores repertórios de sua carreira, pois cantou quase todos os seus sucessos. Infelizmente não há registros deste espetáculo, apenas vídeos amadores. A Turnê começou no México, no "Festival Internacional Chihuahua" onde no encerramento do mesmo, Sarah apresentou o show. A turnê se seguiu na Argentina, no Brasil, Chile, Peru, Venezuela e voltou para o México, onde se encerrou com um grande show na pirâmide de Kukulcán em Chichén Itzá.

### 2010 - presente
No começo de 2010, Sarah fez outra pequena turnê, "Sarah Brightman In Concert with Orchestra", que passou apenas pelo Japão, onde ela cantou várias composições clássicas como "Nessun Dorma" e "La Wally". Houve uma filmagem da turnê para uma emissora de TV Japonesa, em um show no Templo Todaiji, mas só foram filmadas 5 músicas: "Nessun Dorma", "Nella Fantasia", "Time to say Goodbye", "Running" e "Ave Maria".
No dia 14 de Agosto de 2010, Sarah completou 50 anos de vida e mandou uma mensagem para seus fãs em seu Site Oficial, dizendo que comprou uma passagem para o "Turismo no Espaço" que iria começar a fazer os testes com as naves e dentro de 18 meses começariam as primeiras excursões para o espaço. Ela disse também que a partir de agora começaria a fazer outros trabalhos que não envolvessem tanto a música, ela comprou a autoria de alguns livros e pensa ser diretora de cinema, pois sempre gostou disso, mas disse também que nunca abandonaria a música.
Em fevereiro de 2012, Sarah foi nomeada como artista da Unesco para a paz em cerimônia realizada em Paris pelo período de 2012 - 2014. Pelo seu comprometimento com causas humanitárias, sua contribuição, através de sua carreira artística, promovendo diálogo entre as diversas formas culturais, além de sua dedicação aos focos e ideais da Organização.
Em agosto de 2012, foi noticiado que Sarah tinha recebido aprovação médica da Rússia, para iniciar o treinamento espacial de cosmonauta em Star City , para se tornar uma das únicas celebridades a viajar na nave espacial russa Soyuz para visitar a Estação Espacial Internacional( ISS), em 2015.
Em outubro de 2012, um vídeo de divulgação em seu canal oficial no site You Tube, mostra Sarah convidando os fãs e o mundo para um anúncio inovador ao vivo. E em 10 de outubro de 2012, em uma conferência de imprensa em Moscou foi anunciando sua intenção de lançar em um futuro voo espacial orbital em missão para a Estação Espacial Internacional(ISS), em parceria com a Space Adventures Ltd. Sarah Brightman faria parte de uma equipe de três pessoas a bordo da nave Soyuz TMA-18M, em 2015. Uma vez na ISS, ela iria orbitar a Terra 16 vezes por dia e tornar-se-ia o primeiro músico profissional a cantar a partir do espaço. A programação final da sua viagem à estação espacial seria determinada pela Roscosmos e os parceiros da ISS, nos meses seguintes.
Em conjunto com o seu papel como artista da UNESCO e embaixadora da paz, a vida de Brightman a bordo da estação espacial exigiria que o consciente, o consumo compartilhado de recursos e um foco claro e firme sobre a sustentabilidade seria um modelo de como podemos melhor habitar nosso planeta. Durante o seu mandato de 10 dias estimada a bordo da estação espacial, Brightman iria defender o mandato da UNESCO para promover a paz e o desenvolvimento sustentável, para garantir o futuro da Terra.  Além disso, Sarah usaria este caminho para fazer avançar a educação feminina e capacitação em ciência e tecnologia, em um esforço para ajudar a fechar o hiato de gênero na STEM (Ciência, Tecnologia, Engenharia e Matemática).
Em 17 de dezembro de 2012, foi anunciado que o 11º álbum de estúdio, Dreamchaser (Perseguidora de Sonhos), agora seria lançado na América do Norte em abril de 2013, em vez de no final de 2012, como inicialmente previsto . Consequentemente, as datas da turnê norte-americana foram transferidos da primavera de 2013,  para o outono de 2013.
No início de 2013, fez uma viagem ao Japão e China, onde gravou vários especiais de televisão, onde cantou "One Day Like This" (segundo single de “Dreamchaser”), "Running" e "Time To Say Goodbye", visitou muitas partes de Tóquio, falou na escola das meninas Keika , e visitou lugares como o Kaminarimon gate em Asakusa eo Templo de Senso- ji. Sarah foi convidada para o Ano Novo Chinês e cantou "Scarborough Fair" e "Nessun Dorma", para um especial da TV.
Em 26 de janeiro, foi convidada de honra para a performance de gala dos 25º aniversário do musical O Fantasma da Ópera, na Broadway em Nova York, no Marquee Theatre, onde ela aceitou a proclamação nomeando 26 de janeiro o The Phantom Of The Opera Day e onde ela cantou " The Phantom of the Opera " com cinco fantasmas. Musical esse que consagrou-a como a eterna Christine Dáae.
Para promover seu álbum de “Dreamchaser”, viajou para China e Japão, em fevereiro, na Alemanha, em março, Estados Unidos em abril e para o México no início de maio. Em meados de março vaza em uma conta não oficial no You Tube, um vídeo até então que aparenta ser uma “versão crua” do videoclipe do segundo single do “Dreamchaser”, “One Day Like This”, com imagens de Sarah preparando chá e caminhando entre as pessoas na rua, com capacete de astronauta abaixo do braço. Para a decepção de muitos fãs que aguardavam bem mais da produção que hávia sido divulgada anteriormente por fotos. Em 21 de março, o vídeo oficial é lançado finalmente, com uma mistura de imagens do espaço, da natureza e do festival Holi, sem as imagens de Sarah do primeiro vídeo não oficial. Em 23 de abril de 2013, foi convidada para cantar "The Phantom of the Opera" e "Scarborough Fair" na cerimônia de encerramento do Beijing International Film Festival no Centro de Convenções Nacional da China.
Nos meses de abril, maio e junho, foram anunciadas novas datas para a “Dreamchaser World Tour” ao redor do mundo, incluindo México, República Popular da China, Japão, Coreia do Sul, Taiwan, Brasil, Chile e Argentina.
Em 21 de maio, anunciou que iria filmar um especial de televisão para a PBS TV, intitulado "Sarah Brightman: Dreamchaser In Concert", onde ela fez um concurso para que os fãs pudessem ter a chance de ganhar bilhetes para assistir as filmagens exclusivas. No dia 6 de junho no Elstree Studios, em Londres, "Dreamchaser In Concert " foi ao ar na PBS em 3 de agosto, com um repertório de doze músicas (mais duas músicas bônus) apresentando tanto músicas novas e as já conhecida conhecidas. A concepção deste concerto é a mesma empregada na “Dreamchaser World Tour”.
No dia 13 de maio de 2015, Sarah decide adiar sua viagem ao espaço, que seria realizada em setembro, alegando motivos pessoais. Como não havia tempo suficiente para substitui-la por outro turista espacial, foi então convocado o cosmonauta cazaque Aidyn Aimbetov.
Em 02 de junho de 2016, Sarah foi condecorada como Cavaleiro da Ordem do Mérito da República Italiana pelo cônsul geral da Itália, Francesco Genuardi. A cerimônia privada foi realizada por ocasião da Festa della Repubblica Italiana (o dia nacional italiano) no consulado geral da Itália em Nova York. Durante a cerimônia, Genuardi expressa, a motivação da distinção de Brightman: "Senhora Sarah Brightman, que com a sua voz extraordinária e com sua excelente música tem contribuído de forma excelente na difusão da língua e cultura italiana em um alto nível em todo o mundo".
Em 17 de Maio de 2018 após muitas especulações foi anunciado o próximo trabalho de estúdio da soprano, o álbum: "Hymn". O álbum deve ser lançado no Outono de 2018 e traz novamente Frank Peterson como produtor. As canções "Hymn" e "Canto Per Noi" já estão confirmadas no álbum.
Em um breve vídeo postado na plataforma Vimeo (e logo depois deletado) Frank Peterson explica que se trata de um álbum multicultural que se assemelha a sonoridade do álbum Timeless (Time To Say Goodbye).

## Discografia

### Era Hot Gossip
| Ano  | Nome                                  |
| ---- | ------------------------------------- |
| 1978 | I Lost My Heart to a Starship Trooper |
| 1978 | Not Having That!                      |
| 1979 | My Boyfriend's Back                   |

### Era Musical
| Ano  | Nome                     | Papel          | Prêmios     |
| ---- | ------------------------ | -------------- | ----------- |
| 1981 | Cats                     | Jemima         | Tony Awards |
| 1982 | Nightingale              | Nightingale    |             |
| 1984 | Song and Dance           | Emma           |             |
| 1985 | Requiem                  | Ela mesma      |             |
| 1986 | The Phantom of the Opera | Christine Daaé | Tony Awards |
| 1987 | Carousel                 | -              | -           |
| 1990 | Aspects of Love          | Rose           |             |

### Álbuns lançados por Andrew Lloyd Webber
| Ano  | Nome                                                                    |
| ---- | ----------------------------------------------------------------------- |
| 1987 | Highlights from the Phantom of the Opera                                |
| 1988 | The Trees they grow so High                                             |
| 1989 | The Songs That Got Away                                                 |
| 1990 | As I Came of Age                                                        |
| 1992 | Sarah Brightman Sings the Music of Andrew Lloyd Webber                  |
| 1995 | Surrender                                                               |
| 1997 | The Andrew Lloyd Webber Collection - Volume 1                           |
| 2002 | Encore                                                                  |
| 2005 | Love Changes Everything - The Andrew Lloyd Webber Collection - Volume 2 |

### Carreira solo

#### Álbuns de estúdio
| Ano  | Nome                                           | Prêmios | Singles                                                                                                   |
| ---- | ---------------------------------------------- | --- | --- |
| 1993 | Dive                                           | Canadá: Platina | Captain Nemo Second Element                                                                               |
| 1995 | Fly                                            | Alemanha: Ouro | A Question of Honour Heaven Is Here How Can Heaven Love Me                                                |
| 1997 | Timeless (EUR) / Time to say Goodbye (EUA/BRA) | E.U.A, Europa, Taiwan, Finlândia, N. Zelândia, Korea do Sul, Holanda, Dinamarca, Irlanda e Canadá: Platina Alemanha, UK, Brasil, Japão e Portugal: Ouro | Time to say Goodbye Just show me How to Love You Who wants to live Forever There for Me Tu Quieres Volver |
| 1998 | Eden                                           | Canadá, Taiwan, Dinamarca e N. Zelândia: Platina Brasil, E.U.A, Japão e Argentina: Ouro                                                                 | Eden Deliver Me The Last Word you Said So Many Things                                                     |
| 2000 | La Luna                                        | Taiwan e Canadá: Platina E.U.A, Japão e México: Ouro | Scarborough Fair A Whiter Shade of Pale                                                                   |
| 2003 | Harem                                          | Taiwan: Platina Alemanha, Canadá, Japão: Ouro | Harem Remixes It's a Beautiful Day Harem What you never Know Free                                         |
| 2008 | Symphony                                       | China e Taiwan: Platina México, Japão, Alemanha, Polônia, Grécia e Canadá: Ouro                                                                         | Pasión Running I Will be With You                                                                         |
| 2008 | A Winter Symphony                              | Taiwan: Platina Japão, Canadá e China: Ouro | |
| 2013 | Dreamchaser                                    | - | Angel One Day Like This Glosoli Remix Closer (Somente no Japão)                                           |
| 2018 | Hymn                                           | - | TBA |

#### Álbuns ao vivo
| Ano  | Nome                                                |
| ---- | --------------------------------------------------- |
| 1997 | Sarah Brightman In Concert At The Royal Albert Hall |
| 2004 | Harem World Tour - Live from Las Vegas              |
| 2009 | Symphony - Live In Vienna                           |

#### Compilações
| Ano  | Nome                                        |
| ---- | ------------------------------------------- |
| 2000 | The Best of 1990 - 2000                     |
| 2001 | Classics                                    |
| 2006 | Classics - The Very Best of Sarah Brightman |
| 2006 | DIVA - The Singles Colletion                |
| 2009 | Amalfi - Sarah Brightman Love Songs         |
| 2010 | Bella Voce                                  |

#### Álbuns de edições limitadas
| Ano         | Nome                                  | Onde foi vendido       |
| ----------- | ------------------------------------- | ---------------------- |
| 2000 - 2001 | Fly II                                | Shows da La Luna Tour  |
| 2004 - 2005 | Harem Tour - Limited Edition          | Shows da Harem Tour    |
| 2008 - 2009 | Symphony: Pre-Show Music (Orchestral) | Shows da Symphony Tour |

#### Trilhas sonoras de filmes
| Ano  | Filme                            | Músicas que Sarah canta |
| ---- | -------------------------------- | --- |
| 1979 | The World Is Full of Married Men | Madame Hyde |
| 1989 | Granpa                           | Make Believe |
| 1999 | Brokedown Palace                 | Deliver Me |
| 2000 | Zeit Der Erkenntnis              | So Many Things Scarborough Fair                                                                                                   |
| 2004 | The Phantom of the Opera         | |
| 2008 | Repo! The Genetic of the Opera   | Genetic Repo Man (com coros) Crucifixus Tao of Mag Everyone's a Composer Bravi! Chase The Morning At The Opera Tonight Chromaggia |
| 2009 | Saka no ue no Kumo               | Stand Alone |

#### Participações especiais em CDs de outros artistas
| Ano  | Álbum                                                    | Músicas que Sarah canta |
| ---- | -------------------------------------------------------- | --- |
| 1988 | The Premiere Collection: The Best of Andrew Lloyd Webber | The Phantom of the Opera All I Ask of You Pie Jesu |
| 1988 | Save The Children                                        | In The Bleak Midwinter |
| 1992 | Andrew Lloyd Webber: The Premiere Collection - Encore    | Amigos Para Siempre Wishing you were Somehow Here Again Everything's Alright Anything But Lonely The Point of No Return |
| 1995 | The Best of Andrew Lloyd Webber: The Broadway Collection | Don't Cry for Me Argentina Pie Jesu The Phantom of the Opera Wishing you were Somehow Here Again Gus: The Theatre Cat |
| 1998 | A Gala Christmas In Vienna                               | Toys, Film Score First of May Cantemos Rapaces Christmas Is Here Again Child In a Manger Angels from the Realms of Glory Another Christmas Song Santa Claus is Comin' To Town Happy Christmas (War Is Over) Silent Night First of May (estúdio) |
| 2000 | Gregorian - Masters of Chant I                           | Don't Give Up |
| 2001 | Andrew Lloyd Webber Gold: The Definitive Hit Collection  | Pie Jesu The Phantom of the Opera All I Ask of you Amigos Para Siempre |
| 2001 | Gregorian - Masters of Chant II                          | Moment of Peace |
| 2002 | Gregorian - Masters of Chant III                         | Join Me |
| 2002 | Sash - S4!                                               | The Secret |
| 2003 | Leben - Schiller                                         | The Smile |
| 2004 | Life - Schiller                                          | The Secret I've Seen It All |
| 2005 | Andrew Lloyd Webber: Divas                               | Surrender |
| 2006 | Gregorian - Masters of Chant V                           | Heroes Send Me an Angel |
| 2006 | Gregorian - Christmas & Chants                           | When a Child is Born |

## Singles

### Era Hot Gossip
| Ano  | Nome                                  |
| ---- | ------------------------------------- |
| 1978 | I Lost my Heart to a Starship Trooper |
| 1979 | The Adventures of the Love Crusader   |
| 1979 | Love in a UFO                         |
| 1981 | My Boyfriend's Back                   |
| 1981 | Not Having That                       |
| 1983 | Him                                   |
| 1983 | Rhythm of the Rain                    |

### Era Musical
| Ano  | Nome                   | Álbum                                                  |
| ---- | ---------------------- | ------------------------------------------------------ |
| 1984 | Unexpected Song        | Song and Dance                                         |
| 1985 | Pie Jesu               | Requiem                                                |
| 1986 | All I Ask of you       | The Phantom of the Opera                               |
| 1986 | Only You               | Starlight Express                                      |
| 1987 | Doretta's Dream        | Room with a View                                       |
| 1990 | Anything but Lonely    | Aspects of Love                                        |
| 1990 | Something to Belive in | As I Came of Age                                       |
| 1992 | Amigos Para Siempre    | Sarah Brightman Sings the Music of Andrew Lloyd Webber |

### Carreira Solo
| Ano  | Nome                                        | Álbum                          |
| ---- | ------------------------------------------- | ------------------------------ |
| 1993 | Captain Nemo                                | Dive                           |
| 1995 | A Question of Honour                        | Fly                            |
| 1995 | Heaven Is Here                              | Fly                            |
| 1995 | How can Heaven love me                      | Fly                            |
| 1996 | Time to say Goodbye                         | Timeless / Time to say Goodbye |
| 1997 | Just show me how to Love you                | Timeless / Time to say Goodbye |
| 1997 | Who Wants to Live Forever                   | Timeless / Time to say Goodbye |
| 1997 | There For Me                                | Timeless / Time to say Goodbye |
| 1997 | Tu Quieres Volver                           | Timeless / Time to say Goodbye |
| 1998 | Eden                                        | Eden                           |
| 1998 | Deliver Me                                  | Eden                           |
| 1998 | The Last Word you Said                      | Eden                           |
| 1998 | So Many Things                              | Eden                           |
| 2000 | A Whiter Shade of Pale                      | La Luna                        |
| 2000 | Scarborough Fair                            | La Luna                        |
| 2003 | Harem                                       | Harem                          |
| 2003 | Harem Remixes                               | Harem                          |
| 2003 | It's a Beautiful Day                        | Harem                          |
| 2003 | Free                                        | Harem                          |
| 2003 | What you Never Know                         | Harem                          |
| 2007 | Pasión                                      | Symphony                       |
| 2007 | Running                                     | Symphony                       |
| 2007 | I Will Be With you (Where the Lost Ones Go) | Symphony                       |
| 2008 | Symphony                                    | Symphony                       |
| 2009 | Shall Be Done                               | Panasonic Song                 |
| 2012 | Angel                                       | Dreamchaser                    |

### Participações em singles de outros artistas

#### Gregorian
| Ano    | Nome                                | Álbum                            |
| ------ | ----------------------------------- | -------------------------------- |
| 2000   | Don't Give Up                       | Gregorian - Masters of Chant I   |
| 2001   | Moment of Peace                     | Gregorian - Masters of Chant II  |
| 2002   | Join Me                             | Gregorian - Masters of Chant III |
| 2002   | Voyage, Voyage                      | Gregorian - Masters of Chant III |
| 2006   | Heroes                              | Gregorian - Masters of Chant V   |
| 2002-6 | Send me an Angel                    | Gregorian - Masters of Chant V   |
| 2006   | When a Child is Born                | Gregorian - Christmas & Chants   |
| 2008   | Moment of Peace (Christmas Version) | Gregorian - Chants & Visions     |

#### Com Schiller
| Ano  | Nome               | Álbum                        |
| ---- | ------------------ | ---------------------------- |
| 2003 | I've Seen This All | Harem Tour - Limited Edition |
| 2003 | The Smile          | Harem Tour - Limited Edition |

#### Com Sash
| Ano  | Nome                    | Álbum                  |
| ---- | ----------------------- | ---------------------- |
| 2002 | The Secret Still Remain | S4! Sash!              |
| 2007 | The Secret              | Sash! 10th Anniversary |

## Videografia

### Carreira solo
| Ano  | Nome                                                | Local                   | Prêmios                                          |
| ---- | --------------------------------------------------- | ----------------------- | ------------------------------------------------ |
| 1997 | Sarah Brightman In Concert At The Royal Albert Hall | Londres, Inglaterra     | Argentina: Platina Brasil: Ouro                  |
| 1999 | One Night In Eden - Live In Concert                 | Sun City, África do Sul | Argentina e Canadá: Platina E.U.A: Ouro          |
| 2001 | La Luna - Live In Concert                           | Florida, E.U.A          | Canadá: Platina E.U.A e México: Ouro             |
| 2003 | Harem - A Desert Fantasy                            | Marrocos e Egito        | Argentina: Platina                               |
| 2004 | Harem World Tour - Live from Las Vegas              | Las Vegas, E.U.A        | Argentina e Canadá: Platina E.U.A e México: Ouro |
| 2006 | DIVA - The Video Collection                         | Videoclipes             | Argentina e Canadá: Platina E.U.A: Ouro          |
| 2008 | A Winter Symphony                                   | Documentário            | -                                                |
| 2009 | Symphony - Live In Vienna                           | Vienna, Áustria         | México e Taiwan: Ouro                            |
| 2014 | Dreamchaser In Concert                              | Londres, Inglaterra     | -                                                |

### DVDs de edições limitadas
| Ano  | Nome                                  | Local                | Prêmios |
| ---- | ------------------------------------- | -------------------- | ------- |
| 2002 | Classics: The Best of Sarah Brightman | Videoclipes e Vídeos | -       |

### Participações especiais em DVDs e VHS de outros artistas
| Ano  | Nome                                                       | Local               | Músicas que Sarah canta |
| ---- | ---------------------------------------------------------- | ------------------- | --- |
| 1982 | Song and Dance                                             | -                   | - |
| 1985 | Requiem                                                    | New York, E.U.A     | Requiem & Kyrie Dies Irae & Rex Tremendae Recordare Lacrymosa Offertorium Hosanna Pie Jesu Lux Aeterna & Libera Me                                                                               |
| 1992 | A Christmas Spetacular                                     | Videoclipes         | In The Bleak Midwinter |
| 1988 | Andrew Lloyd Webber: Video Quartet                         | Videoclipes         | The Phantom of the Opera All I Ask of you Tell me On a Sunday Pie Jesu |
| 1988 | Granpa                                                     | -                   | Make Believe |
| 1998 | Andrew Lloyd Webber Celebration - At the Royal Albert Hall | Londres, Inglaterra | Hosanna Pie Jesu The Phantom of the Opera All I Ask of You The Music of the Night Love Changes Everything (Chorus)                                                                               |
| 1998 | Andrea Bocelli - A Night In Tuscany                        | Toscana, Itália     | Time to say Goodbye |
| 1998 | A Gala Christmas In Vienna                                 | Vienna, Áustria     | (vide lista de CDs) |
| 1999 | Vatican Christmas Concert                                  | Vaticano            | Nella Fantasia Oh! Holy Night |
| 2000 | Andrea Bocelli - American Dream                            | New York, E.U.A     | The Music of the Night La Luna Time to say Goodbye |
| 2001 | Andrew Lloyd Webber: The Premiere Collection - Encore      | Videoclipes         | The Phantom of the Opera The Music of the Night (Sarah apenas aparece) All I Ask of you Tell me on a Sunday Pie Jesu Amigos Para Siempre Wishing you were Somehow Here Again Anything But Lonely |
| 2004 | Schiller - Leben, Die                                      | Berlin, Alemanha    | The Smile |
| 2004 | The Phantom of the Opera                                   | Filme               | The Phantom of the Opera The Music of the Night (Sarah apenas aparece) All I Ask of you Wishing you were Somehow Here Again                                                                      |
| 2007 | Concert for Diana                                          | Londres, Inglaterra | All I Ask of you |
| 2008 | Andrea Bocelli - Vivere - Live In Tuscany                  | Toscana, Itália     | Canto Della Terra Time to say Goodbye |

## Videoclipes

### Era Hot Gossip
| Ano  | Nome                                  |
| ---- | ------------------------------------- |
| 1978 | I Lost my Heart to a Starship Trooper |
| 1979 | Him                                   |
| 1979 | Rhythm of the Rain                    |

### Era Musical
| Ano  | Nome                                          | Álbum                                                 |
| ---- | --------------------------------------------- | ----------------------------------------------------- |
| 1984 | Tell me on a Sunday                           | Song and Dance                                        |
| 1985 | Pie Jesu                                      | Requiem                                               |
| 1986 | The Phantom of the Opera                      | The Phantom of the Opera                              |
| 1986 | All I Ask of You                              | The Phantom of the Opera                              |
| 1986 | The Music of the Night (Sarah apenas aparece) | The Phantom of the Opera                              |
| 1986 | Wishing you were Somehow Here Again           | The Phantom of the Opera                              |
| 1989 | Anything But Lonely                           | Aspects of Love                                       |
| 1992 | Amigos Para Siempre                           | Sarah Brightman Sings the Music of Andre Lloyd Webber |

### Carreira Solo
| Ano  |                               | Álbum                          |
| ---- | ----------------------------- | ------------------------------ |
| 1993 | Captain Nemo                  | Dive                           |
| 1995 | A Question of Honour          | Fly                            |
| 1995 | How Can Heaven Love Me        | Fly                            |
| 1997 | Time to say Goodbye           | Timeless / Time to say Goodbye |
| 1997 | Just Show me How to Love you  | Timeless / Time to say Goodbye |
| 1997 | Who Wants to Live Forever     | Timeless / Time to say Goodbye |
| 1998 | Eden                          | Eden                           |
| 1998 | Nella Fantasia                | Eden                           |
| 1998 | Anytime, Anywhere             | Eden                           |
| 1998 | Deliver Me                    | Eden                           |
| 2000 | A Whiter Shade of Pale        | La Luna                        |
| 2001 | Ave Maria                     | Classics                       |
| 2001 | Winter Light                  | Classics                       |
| 2001 | Dans La Nuit                  | Classics                       |
| 2003 | Harem                         | Harem                          |
| 2003 | Beautiful                     | Harem                          |
| 2003 | It's a Beautiful Day          | Harem                          |
| 2003 | Stranger In Paradise          | Harem                          |
| 2003 | What a Wonderful World        | Harem                          |
| 2003 | What you Never Know           | Harem                          |
| 2003 | Free                          | Harem                          |
| 2003 | Mysterious Days               | Harem                          |
| 2003 | The War Is Over               | Harem                          |
| 2003 | The Journey Home              | Harem                          |
| 2003 | Time to say Goodbye           | DVD A Desert Fantasy           |
| 2004 | Kama Sutra                    | Harem Tour - Limited Edition   |
| 2007 | Pasión                        | Symphony                       |
| 2008 | You and Me                    | Beijing Olympic Games          |
| 2008 | I Believe In Father Christmas | A Winter Symphony              |
| 2011 | Shall Be Done                 | PANASONIC Promo                |
| 2013 | Angel                         | Dreamchaser                    |
| 2013 | One Day Like This             | Dreamchaser                    |
| 2014 | Glosoli [Live]                | Dreamchaser In Concert         |

## Turnês

### A Timeless Evening with Sarah Brightman (1997)
- Set-List:
- - Act 1:
- - 1. Capriccio Espagnol (Orchestra)
- - 2. Bailero
- - 3. Les Filles de Cadiz
- - 4. Agnus Dei (Orchestra and Choir)
- - 5. O Mio Babbino Caro
- - 6. Solveig's Song
- - 7. Summertime
- - 8. Requiem Sanctus (Orchestra and Choir)
- - 9. Pie Jesu
- - Intermission
- - Act 2:
- - 1. Symphonic Dances Prologue (Orchestra)
- - 2. Somewhere/I Feel Pretty/Tonight
- - 3. Concierto de Aranjuez
- - 4. Tú Quieres Volver
- - 5. Who Wants To Live Forever
- - 6. Phantom of the Opera Overture (Orchestra)
- - 7. Wishing You Were Somehow Here Again
- - 8. The Music of the Night
- - Encore:
- - 1. Time To Say Gooodbye (Duet with Andrea Bocelli)
- - 2. Don't Cry For Me Argentina

* Esta foi a primeira turnê de Sarah Brightman. Um concerto simples que contou com a Orquestra Nacional Inglesa, um Coro e a participação especial do Tenor italiano Andrea Bocelli. A turnê passou apenas pelo Reino Unido e pela Alemanha. O concerto foi gravado em DVD e lançado como "Sarah Brightman In Concert At The Royal Albert Hall" e pode ser encontrar com facilidade em lojas nacionais.

### One Night In Eden (1999)
- Set List:
- - Act 1
- 1. In Paradisum
- 2. Eden
- 3. So Many Things
- 4. Who Wants To Live Forever
- 5. Bilitis (Orchestral Interlude)
- 6. Anytime, Anywhere
- 7. Lascia Ch'io Pianga
- 8. Nella Fantasia
- 9. Pie Jesu (Cantada apenas nos E.U.A)
- 10. Nessun Dorma
- Intermission
- - Act 2
- 1. Dive/Captain Nemo
- 2. La Mer
- 3. Il Mio Cuore Va
- 4. Only An Ocean Away
- 5. First Of May
- 6. Phantom Of The Opera Suite: Twisted every way - Overture - Litte Lottie
- 7. Wishing You Were Somehow Here Again
- 8. Music Of The Night
- 9. Piano (Nunca foi cantada na turnê)
- Encore:
- 1. Deliver Me (Cantada apenas na África do Sul)
- 2. Don't Cry For Me Argentina (Colocada no lugar de Deliver Me)
- 3. Time To Say Goodbye - versão solo

*One Night In Eden foi a segunda Turnê de Sarah e foi o seu primeiro "megashow". Um show repleto de efeitos especiais e efeitos de luz com belos cenários. Esta turnê também contou com a participação da Orquestra Nacional Inglesa. O DVD com a gravação do concerto em Sun City na África do Sul carrega o nome da turnê e pode ser facilmente encontrado em lojas nacionais One Night In Eden passou pela África do Sul, Estados Unidos, Europa, Ásia e Austrália.

### La Luna World Tour (2000-2001)
- Set List:
- - Act 1:
- 1. La Lune
- 2. Winter in July
- 3. Scarborough Fair
- 4. Who Wants To Live Forever
- 5. Hijo De La Luna
- 6. Figlio Perduto
- 7. La Luna
- 8. La Califfa
- 9. Pie Jesu
- 10. Nessun Dorma
- Intermission
- - Act 2:
- 1. Siren
- 2. Deliver Me
- 3. He Doesn't See Me
- 4. Whiter Shade Of Pale
- 5. There For Me - Dueto com Josh Groban (Cantada apenas nos E.U.A)
- 6. First Of May (Cantada no lugar de There for Me)
- 7. Twisted Every Way/Phantom Of The Opera Overture
- 8. Wishing You Were Somehow Here Again
- 9. All I Ask Of You (Nunca cantada na turnê)
- 10. Music Of The Night
- - Encore:
- 1. A Question Of Honour
- 2. Moon River
- 3. Time To Say Goodbye - versão solo

*A turnê do álbum La Luna foi o terceiro show de Sarah. Neste concerto há muitos efeitos especiais, onde Sarah voa pelo palco e encanta a todos num espetáculo inesquecível. Esta turnê passou pela América do Norte, Europa e Ásia. O DVD do show "La Luna - Live in Concert" pode ser encontrado facilmente no Brasil.

### Harem World Tour (2004)
- Set List:
- - Act 1:
- 1. Kama Sutra
- 2. Harem (canção do Mar)
- 3. Beaultiful
- 4. It's a Beautiful Day
- 5. Dust in the Wind
- 6. Who wants to live Forever
- 7. Interlude
- 8. Anytime, Anywhere
- 9. Nella Fantasia
- 10. La Luna
- 11. Nessun Dorma
- Intermission
- - Act 2:
- 1. No one Like you
- 2. Arabian Nights
- 3. The war is Over
- 4. Free
- 5. Interlude
- 6. What a wonderful World
- 7. A whiter shade of Pale
- 8. Phantom of the Opera Suite
- 9. Wishing you were Somehow here Again
- 10. Time to say Goodbye
- - Encore:
- 1. The Jouney Home
- 2. A Question of Honour

*Harem World Tour é o maior show de Sarah até os dias atuais e ganhou o prêmio de inovação tecnológica em shows. A turnê passou pela América do Norte, Europa e Ásia. O DVD gravado em Las Vegas pode ser encontrado em lojas nacionais.

### Symphony World Tour (2008-2009)
- Set List:
- Act 1:
- 1. Sanvean (Instrumental)
- 2. Gothica / Fleurs Du Mal
- 3. Symphony
- 4. Let It Rain
- 5. Interlude: Japanese Garden (Instrumental)
- 6. What A Wonderful World
- 7. Dust In The Wind
- 8. Nella Fantasia
- 9. Hijo De La Luna
- 10. La Luna
- 11. Interlude: Sarahbande (Instrumental)
- 12. Anytime, Anywhere
- 13. Storia D'Amore
- 14. Canto Della Terra - Com Alessandro Safina (México/Ásia) / Com Mario Frangoulis (E.U.A/Canadá)
- 15. Attesa
- Intermission
- Act 2:
- 1. You Take My Breath Away
- 2. The Phantom Of The Opera - Alessandro Safina (México/Ásia) / Mario Frangoulis (E.U.A/Canadá)
- 3. Sarai Qui - Dueto com Alessandro Safina (Cantada apenas no México e na Ásia)
- 4. I've Been This Way Before
- 5. Red Ridding Hood Rap
- 6. First Of May
- 7. I Believe In Father Christmas
- 8. Pasión - Dueto com Fernando Lima (Cantada apenas no México e em Dallas)
- 9. Ave Maria - Dueto com Fernando Lima (Cantada apenas nos E.U.A e no Canada)
- 10. Time To Say Goodbye
- - Encore:
- 1. Deliver Me
- 2. Running
- 3. You And Me (Cantada apenas na Ásia)
- 4. Colder Than Winter (Cantada apenas na Korea)
- 5. Schwere Träume (Cantada apenas na Korea)

*A turnê do álbum Symphony foi uma superprodução. O show contava com efeitos holográficos que criavam belíssimos cenários como florestas, jardins e castelos ao redor de Sarah, que levava a plateia a duas horas no mundo mágico de Sarah Brightman. A turnê passou pelo México, América do Norte e Ásia. Não houve filmagens dessa turnê.

### In Concert(2009)
- Set List:
- Act I:
- 1. Gothica/Fleurs Du Mal
- 2. Symphony
- 3. It's A Beautiul Day
- 4. Japanese Garden Interlude
- 5. What a Wonderful World
- 6. Dust In The Wind
- 7. Who Wants To Live Forever
- 8. Hijo De La Luna
- 9. La Luna
- 10. Sarabande Interlude
- 11. Anytime Anywhere
- 12. Nella Fantasia
- 13. Canto Della Terra (Dueto com Erkan Aki)
- 14. Sarai Qui (Dueto com Erkan Aki)
- 15. Nessun Dorma
- Intermission
- -Act 2:
- 1. Harem
- 2. Stranger In Paradise
- 3. Bilitis Interlude
- 4. Scarborough Fair
- 5. He Doesn't See Me
- 6. A Whiter Shade Of Pale
- 7. Pasion (Dueto com Fernando Lima)
- 8. Ave Maria (Dueto com Fernando Lima)
- 9. Wishing You Were Somehow Here Again
- 10. Phantom Of The Opera (Dueto com Erkan Aki)
- 11. Time To Say Goodbye
- - Encore:
- 12. Deliver Me
- 13. A Question Of Honour

*In Concert foi uma turnê que passou apenas pela América Latina. O concerto era simples, com pequenos jogos de luzes. Esta turnê foi montada para os fãs da América do Sul que nunca receberam uma turnê de Sarah. No concerto, ela emociona o público com os maiores sucessos de sua carreira. Não houve filmagens desse show.

## Filmografia e teatro
| Ano  | Nome                             | Papel          | Extras                       |
| ---- | -------------------------------- | -------------- | ---------------------------- |
| 1972 | I and Albert                     | Vicky          | Piccadilly Theatre           |
| 1981 | Cats                             | Jemina         | New London Theatre           |
| 1982 | The Pirates of Penzance          | Kate           | The Fifth Avenue Theatre     |
| 1982 | The Nightingale                  | Nightingale    | Buxton Festival de Londres   |
| 1984 | Song and Dance                   | Emma           | Palace Theatre               |
| 1985 | A Viúva Alegre (The Merry Widow) | Valencienne    | TV film                      |
| 1986 | The Phantom Of The Opera         | Christine Daaé | Her Majesty's Theatre London |
| 1990 | Aspects of Love                  | Rose Vibert    | The Prince of Wales' Theatre |
| 2000 | Zeit der Erkenntnis              | Ela mesma      | Somente para a Alemanha      |
| 2008 | Repo! The Genetic Opera          | Blind Mag      | Filme                        |
| 2008 | Amalfi: Rewards of the Goddess   | Ela mesma      | Filme para o Japão           |
| 2011 | Cosi                             | Celia          | Filme                        |